# Anisogaster seriatoporus
Anisogaster seriatoporus là một loài bọ cánh cứng trong họ Cerambycidae.